# Segling vid olympiska sommarspelen 1948
De olympiska tävlingarna i segling 1948 avgjordes mellan den 3 och 12 augusti, tävlingarna hölls i Engelska kanalen utanför Torquay. 186 deltagare från 23 länder tävlade i fem grenar.
Ett nytt poängsystem infördes. I alla klasser seglades sju race och poäng delades ut baserat på placering och antalet båtar i racet. Den sämsta av en båts sju poäng räknades bort och den slutgiltiga placeringen bestämdes av de sammanräknade övriga sex poängen.

## Båtklasser
- Utrustning:

| Klass   | Typ    | Seglare | Trapets | Storsegel | Fock | Spinnaker | Första OS |
| ------- | ------ | ------- | ------- | --------- | ---- | --------- | --------- |
| Firefly | Jolle  | 1       | 0       | x         | x    | -         | 1948      |
| Starbåt | Kölbåt | 2       | 0       | x         | x    | -         | 1932      |
| Swallow | Kölbåt | 2       | 0       | x         | x    | x         | 1948      |
| Drake   | Kölbåt | 3       | 0       | x         | x    | x         | 1948      |
| 6 meter | Kölbåt | 5       | 0       | x         | x    | x         | 1908      |

- Design:

## Medaljörer
| Gren                | Guld                                                                    | Silver | Brons                                                                        |
| Firefly Detaljer... | Paul Elvstrøm Danmark                                                   | Ralph Evans USA | Koos de Jong Nederländerna                                                   |
| Starbåt Detaljer... | USA Hilary Smart Paul Smart                                             | Kuba Carlos de Cárdenas Carlos de Cárdenas Plá                                                                                | Nederländerna Adriaan Maas Edward Stutterheim                                |
| Swallow Detaljer... | Storbritannien Stewart Morris David Bond                                | Portugal Duarte de Almeida Bello Fernando Pinto Coelho Bello                                                                  | USA Lockwood Pirie Owen Torrey                                               |
| Drake Detaljer...   | Norge Thor Thorvaldsen Sigve Lie Håkon Barfod                           | Sverige Folke Bohlin Hugo Johnson Gösta Brodin                                                                                | Danmark William Berntsen Ole Berntsen Klaus Baess                            |
| 6 meter Detaljer... | USA Herman Whiton Alfred Loomis James Weekes James Smith Michael Mooney | Argentina Enrique Sieburger Emilio Homps Rufino Rodríguez de la Torre Rodolfo Rivademar Enrique Sieburger Jr. Julio Sieburger | Sverige Tore Holm Torsten Lord Martin Hindorff Carl-Robert Ameln Gösta Salén |

## Medaljtabell
| Pl.    | Nation         | Guld | Silver | Brons | Totalt |
| ------ | -------------- | ---- | ------ | ----- | ------ |
| 1      | USA            | 2    | 1      | 1     | 4      |
| 2      | Danmark        | 1    | 0      | 1     | 2      |
| 3      | Norge          | 1    | 0      | 0     | 1      |
| 3      | Storbritannien | 1    | 0      | 0     | 1      |
| 5      | Sverige        | 0    | 1      | 1     | 2      |
| 6      | Argentina      | 0    | 1      | 0     | 1      |
| 6      | Kuba           | 0    | 1      | 0     | 1      |
| 6      | Portugal       | 0    | 1      | 0     | 1      |
| 9      | Nederländerna  | 0    | 0      | 2     | 2      |
| Totalt | Totalt         | 5    | 5      | 5     | 15     |